# Рысаково
Рысако́во (до 1948 года Асс-Джаракчи́; укр. Рисакове, крымскотат. As Caraqçı, Ас Джаракъчы) — село в Джанкойском районе Республики Крым, входит в состав Мирновского сельского поселения (согласно административно-территориальному делению Украины — Мирновского сельского совета Автономной Республики Крым).

## Население
| 2001 | 2014 |
| ---- | ---- |
| 803  | ↘701 |

Всеукраинская перепись 2001 года показала следующее распределение по носителям языка
| Язык             | Процент |
| ---------------- | ------- |
| русский          | 50.81   |
| крымскотатарский | 31.13   |
| украинский       | 17.68   |
| другие           | 0.12    |

### Динамика численности
| - 1892 год — 37 чел. - 1900 год — 55 чел. - 1905 год — 47 чел. - 1915 год — 32/25 чел. - 1918 год — 63 чел. - 1926 год — 87 чел. | - 1939 год — 213 чел. - 1989 год — 629 чел. - 2001 год — 701 чел. - 2009 год — 808 чел. - 2014 год — 803 чел. |

## Современное состояние
На 2017 год в Рысаково числится 3 улицы — Восточная, Матросова и Садовая; на 2009 год, по данным сельсовета, село занимало площадь 96,2 гектара на которой, в 245 дворах, проживало 808 человек. В селе действуют детский сад «Малютка», фельдшерско-акушерский пункт, библиотека, село связано автобусным сообщением с райцентром и соседними населёнными пунктами.

## География
Рысаково — село на юге центральной части района, в степном Крыму, в балке безымянного правого притока реки Мирновка, высота центра села над уровнем моря — 21 м. Соседние сёла: Мирновка в 3 км на север, Тимофеевка в 2,5 км на восток и Арбузовка в 2 км на юг. Расстояние до райцентра — около 12 километров (по шоссе), там же ближайшая железнодорожная станция. Транспортное сообщение осуществляется по региональной автодороге 35Н-173 Днепровка — Рысаково (по украинской классификации — С-0-10449).

## История
Первое документальное упоминание села встречается в Камеральном Описании Крыма… 1784 года, судя по которому, в последний период Крымского ханства Ас входил в Кырп Баул кадылык Перекопского каймаканства. Затем, видимо, вследствие массовой эмиграции крымских татар в Турцию после присоединения Крыма к России (8) 19 апреля 1783 года, деревня опустела. Встречается на военно-топографической карте генерал-майора Мухина 1817 года, где деревня Аз обозначена пустующей. Согласно «Ведомости о казённых волостях Таврической губернии 1829 года» деревня стояла разорённая и на картах 1836 года в деревне 11 дворов и 1842 года уже обозначены развалины деревни.
Поселение было возрождено, под названием Асс-Джаракчи (Джаракчи — близлежащая деревня), в 1887 году крымскими немцами лютеранами на 1300 десятинах земли. После земской реформы 1890 года Асс-Джаракчи отнесли к Богемской волости Перекопского уезда.
По «…Памятной книжке Таврической губернии на 1892 год», в деревне, входившей Джаракчинское сельское общество, было, вместе с деревней Джаракчи, 37 жителей в 8 домохозяйствах. По «…Памятной книжке Таврической губернии на 1900 год» в Асс-Джаракчи, составлявшей уже Асс-Джаракчинское сельское общество, числилось 55 жителей в 10 дворах, в 1905 — 47 жителей. По Статистическому справочнику Таврической губернии. Ч.II-я. Статистический очерк, выпуск пятый Перекопский уезд, 1915 год, в селе Асс-Джаракчи Богемской волости Перекопского уезда числилось 7 дворов (все дворы с землёй) с немецким населением в количестве 32 человек приписных жителей и 25 — «посторонних», из которых 47 мужчин и 29 женщин. Жители владели 1700 десятинами удобной земли. В хозяйствах имелось 60 лошадей, 100 волов, 45 коров и 150 голов мелкого скота (в 1918 году — 63 человек).
После установления в Крыму Советской власти, по постановлению Крымревкома от 8 января 1921 года № 206 «Об изменении административных границ» была упразднена волостная система и в составе Джанкойского уезда был создан Джанкойский район. В 1922 году уезды преобразовали в округа. 11 октября 1923 года, согласно постановлению ВЦИК, в административное деление Крымской АССР были внесены изменения, в результате которых округа были ликвидированы, основной административной единицей стал Джанкойский район и село включили в его состав. Согласно Списку населённых пунктов Крымской АССР по Всесоюзной переписи 17 декабря 1926 года, в селе Асс-Джаракчи Марьевского (видимо, ошибка — верно Марьинского) сельсовета Джанкойского района, числилось 22 двора, все крестьянские, население составляло 87 человек. В национальном отношении учтено: 58 немцев, 23 украинца, 4 армян, 1 русский, 1 записан в графе «прочие». Постановлением ВЦИК «О реорганизации сети районов Крымской АССР» от 30 октября 1930 года, был вновь создан Биюк-Онларский район, на этот раз — как немецкий национальный в который включили село. В конце 1930 годов был создан колхоз «Хлебоовощ», в который вошло 20 дворов с населением 80 человек. Время передачи обратно в Джанкойский район пока не установлено. По данным всесоюзной переписи населения 1939 года в селе проживало 213 человек. Вскоре после начала Великой Отечественной войны, 18 августа 1941 года крымские немцы были выселены, сначала в Ставропольский край, а затем в Сибирь и северный Казахстан.
После освобождения Крыма от фашистов в апреле, 12 августа 1944 года было принято постановление № ГОКО-6372с «О переселении колхозников в районы Крыма» и в сентябре 1944 года в район приехали первые новоселы (27 семей) из Каменец-Подольской и Киевской областей, а в начале 1950-х годов последовала вторая волна переселенцев из различных областей Украины. С 25 июня 1946 года Асс Джаракчи в составе Крымской области РСФСР. Указом Президиума Верховного Совета РСФСР от 18 мая 1948 года, Асс Джаракчи переименовали в Рысаково. С 1951 года местный колхоз объединили с близлежащими в колхоз им. Мичурина. 26 апреля 1954 года Крымская область была передана из состава РСФСР в состав УССР. Время включения в Выселковскский (с 1963 года — Днепровский) сельсовет пока не выяснено: на 15 июня 1960 года село уже числилось в его составе. С 1962 года село стало относиться к 3-му отделению совхоза «Мичуринец», с 1979 года — в составе Мирновского сельсовета, в 1997 году совхоз был реорганизован в КСП, а в 2000 году — в СООО «Мичуринец». По данным переписи 1989 года в селе проживало 629 человек. С 12 февраля 1991 года село в восстановленной Крымской АССР, 26 февраля 1992 года переименованной в Автономную Республику Крым. С 21 марта 2014 года в составе Крыма аннексировано Россией.